# Semaeopus rubida
Semaeopus rubida är en fjärilsart som beskrevs av W. Warren 1897. Semaeopus rubida ingår i släktet Semaeopus och familjen mätare. Inga underarter finns listade i Catalogue of Life.